# أزياء ستيمبانك

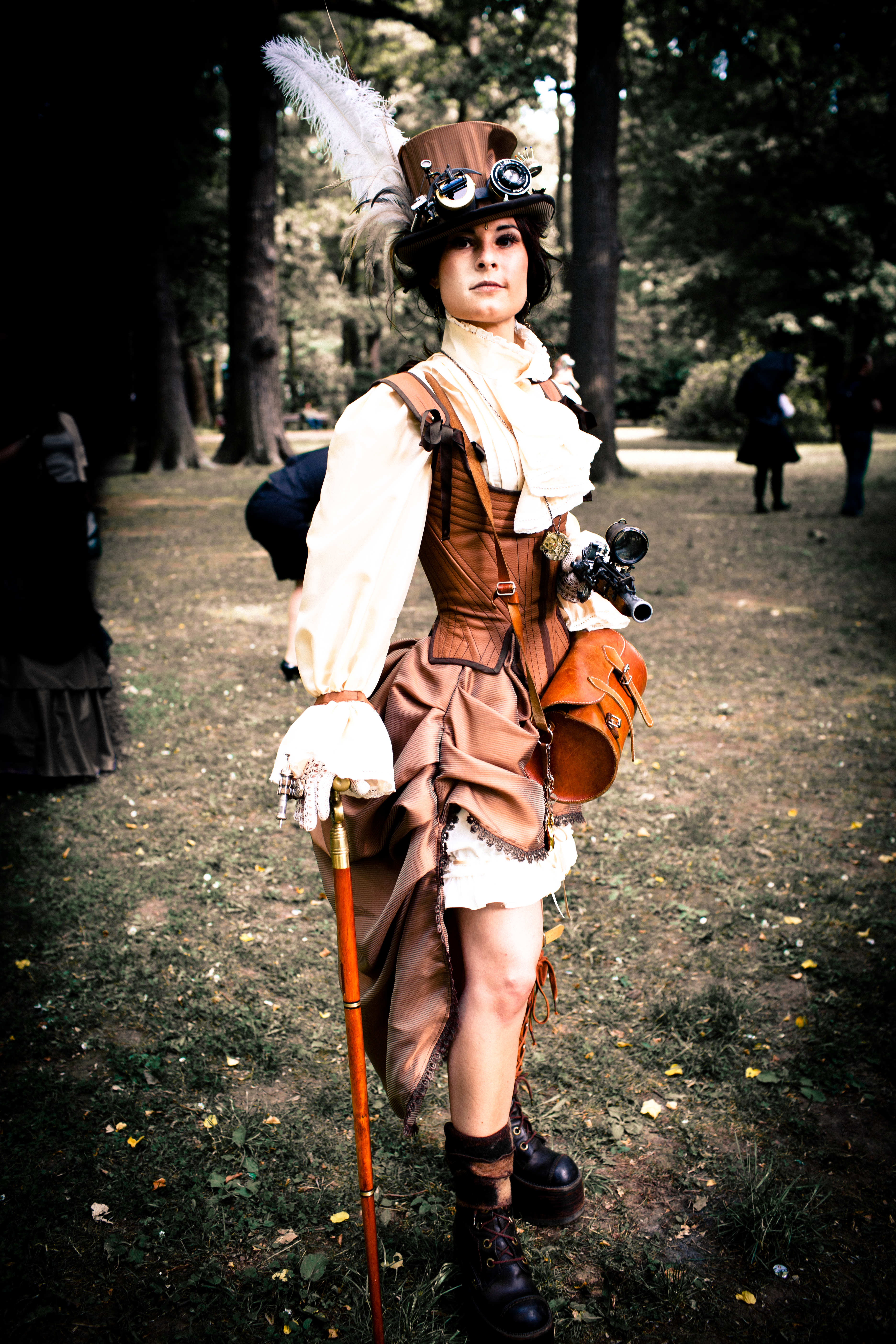
مثال على أزياء ستيمبانك

أزياء ستيمبانك هي نوع فرعي من حركة ستيم بانك في الخيال العلمي. إنه مزيج من النظرة الرومانسية للعصر الفيكتوري للعلوم في الأدب وعناصر من الثورة الصناعية في أوروبا خلال القرن التاسع عشر. تم تصميم الأزياء مع وضع فترة ما بعد نهاية العالم في الاعتبار. تتكون أزياء ستيمبانك من الملابس وقصات الشعر والمجوهرات وتعديل الجسم والمكياج. يمكن أن تشمل المُثُل الأكثر حداثة لـستيمبانك قمصانًا ذات تصميمات متنوعة أو الجينز المتواضع المزين بالأحزمة وحافظات الأسلحة.

## تاريخ
أزياء ستيمبانك تعتبر مزيج من النظرة الرومانسية للعصر الفيكتوري للعلوم في الأدب والتصنيع في معظم أنحاء أوروبا. تم تصميم جماليات الموضة مع وضع عصر ما بعد نهاية العالم في الاعتبار.  في مؤتمر ستيمبانك الأول، "SalonCon" صالون كون، في عام 2006، ارتدى عشاق ستيمبانك أزياء تعكس تلك الحقبة. وشملت الأزياء الملابس وقصات الشعر والمجوهرات وتعديل الجسم والمكياج. استمرت أزياءستيمبانك لاحقًا لتشمل الأدوات والتجهيزات المتناقضة. 

## جمالي

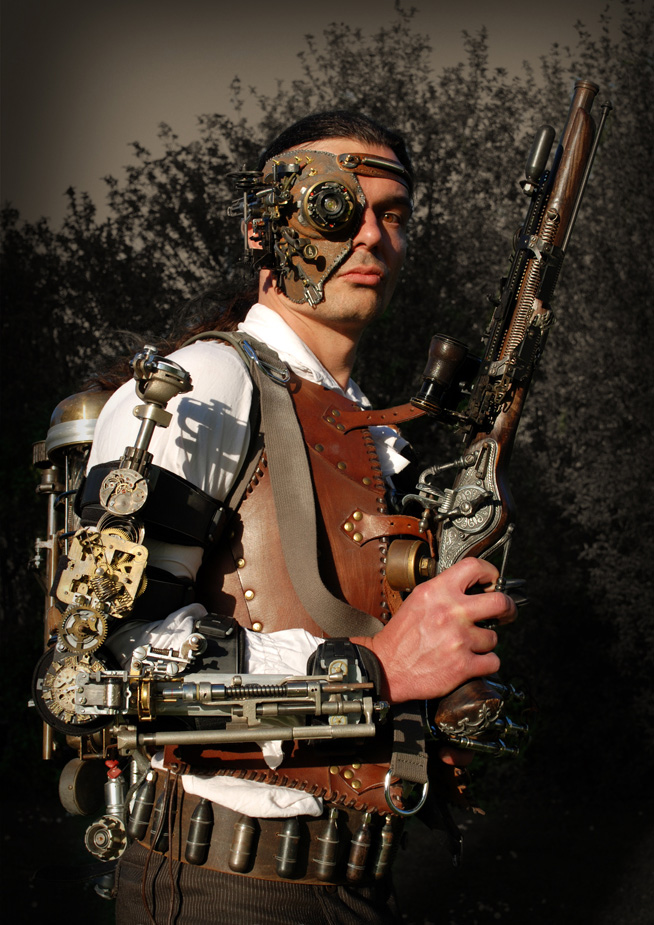
زي ستيمبانك مع سترة جلدية، ومسدس ثقيل، ودرع الدرع ، وآلة الزمن على الظهر، وقناع، وملابس فيكتورية

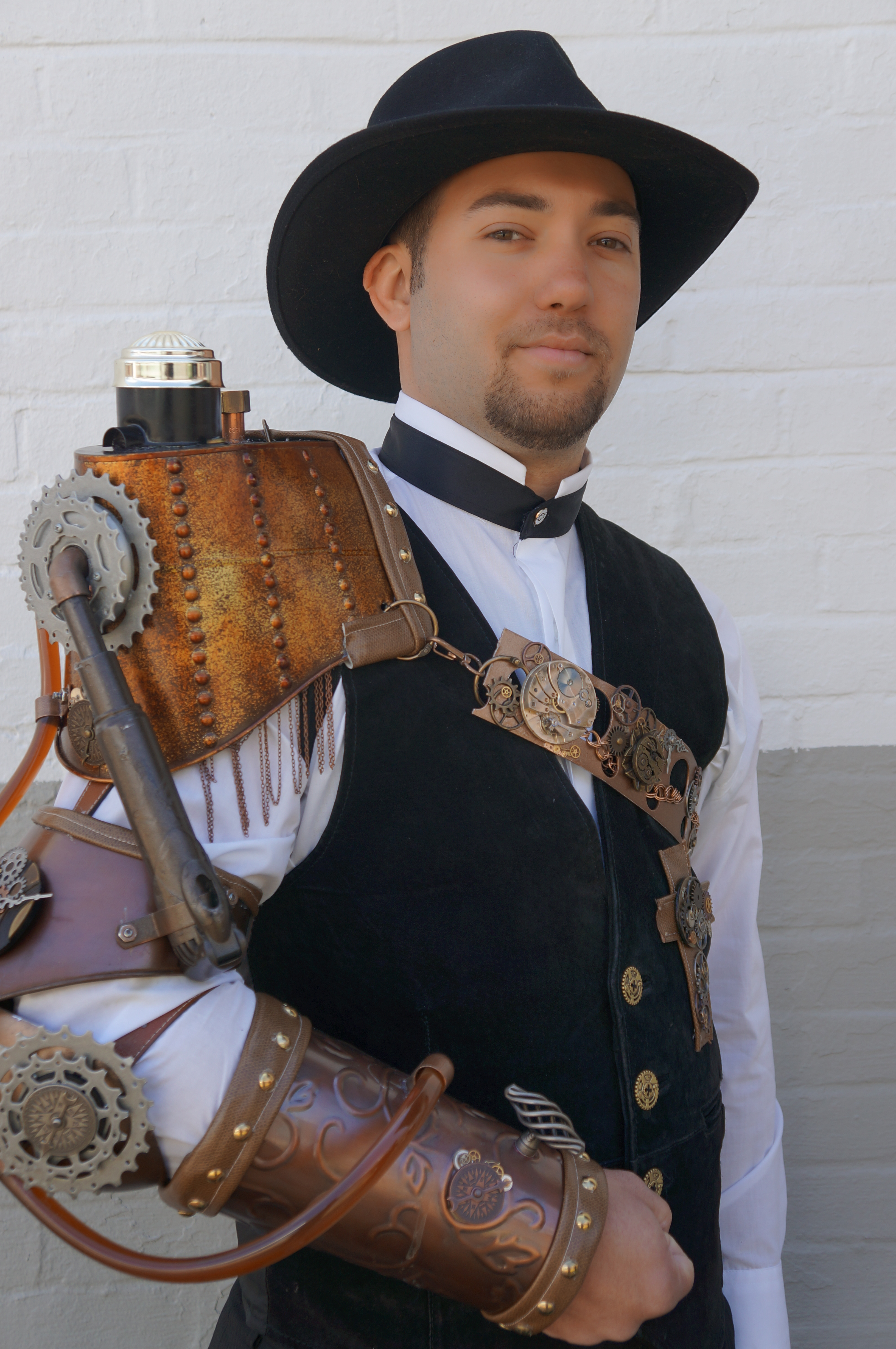
إكسسوارات نحاسية

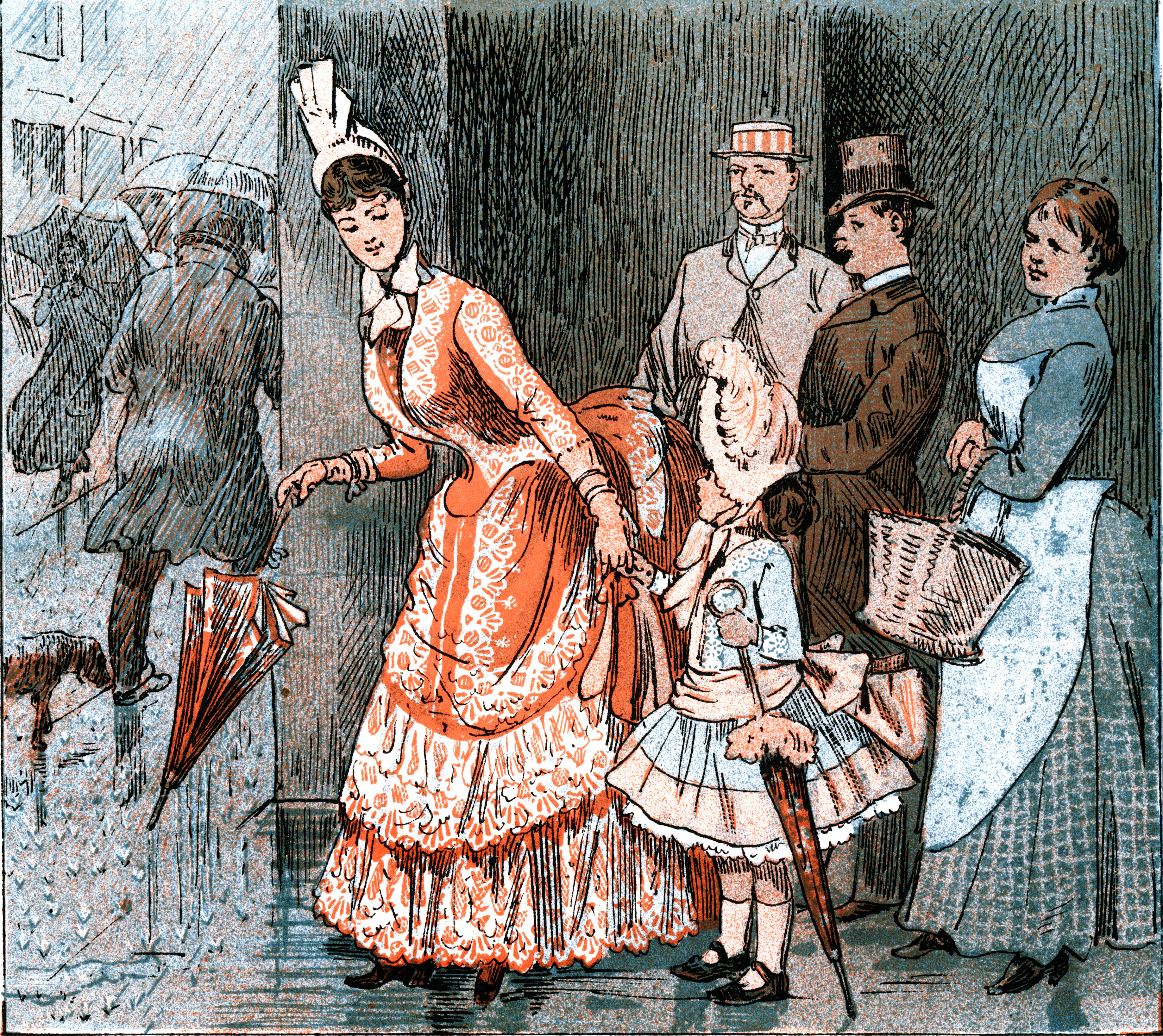
الموضة في عام 1887

## روابط خارجية
- ورشة عمل Steampunk
- 15 عملاً إبداعيًا لفن وأزياء Steampunk: من خزانات البخار إلى أزرار الأكمام
- أمثلة أزياء Steampunk لمزيد من الاستخدام اليومي